# Скрытый маркетинг
Скрытый маркетинг — комплекс мероприятий, направленных на формирование устойчивого положительного имиджа бренда, товара, услуги или компании среди всех целевых аудиторий (клиенты, потребители, партнеры, сотрудники).

## Суть скрытого маркетинга
Скрытый маркетинг может применяться как отдельный метод продвижения, а также в комплексе с другими инструментами рекламы, PR, вирусного маркетинга.
Цель скрытого маркетинга заключается не в прямой рекламе продукта или услуги, а в нерекламном продвижении, когда информация о новом продукте или услуге доносится до потребителя в ненавязчивой форме так, что потребители не подозревают о том, что стали объектом рекламного воздействия.
Наиболее распространённой формой скрытого маркетинга является маркетинг слухов (также известен как Buzz-маркетинг или Word-of-mouth-маркетинг). В этом случае рекламное сообщение распространяется через обмен мнениями о продукте между потребителями.

## История возникновения и развития скрытого маркетинга

### Скрытый маркетинг в XIX веке

коньяк Шустова

Элементы скрытого маркетинга применяются уже несколько столетий. Доподлинно известно, что еще в 1864 году коньячных дел мастер Шустов прибегал к подобным приёмам для продвижения армянского коньяка. Когда продукт только поступил в продажу, Шустов нанял несколько десятков студентов, которые ходили по московским питейным заведениям и требовали «шустовский» коньяк. Если такового не находилось, молодежь учиняла скандал с дракой — информация попадала в газеты, создавая вирусный эффект. Через месяц-другой о коньяке Шустова знала вся столица.